# Schweiz' flag
Schweiz' flag er et rødt kvadrat med et hvidt græsk kors på midten. Hver af korsets arme er 1/6 længere end bredden, og selv om det ikke er formelt, er korsets almindeligvis 2:3 eller 7:10 af flaget.
Flaget er et af Europas ældste og er baseret på emblemet for kantonen Schwyz, som er et rødt flag med et tyndt græsk kors i det ene hjørne. Som mærke for edsforbundet kan det hvide kors på rød baggrund dokumenteres første gang i 1339 på uniformer under slaget ved Laupen. Officiel fastsættelse kom imidlertid først i 1814, da korset blev indført i konføderationens segl. I 1815 blev det hvide kors på rødt officielt kendetegn som armbind for soldater. I 1848 vedtog regeringen det hvide kors på rødt som flag for konføderationen. Detaljer om flagets udseende blev vedtaget 12. december 1889.
Koffardiflaget er som nationalflaget, men i forholdet 2:3. Det blev indført i 1941.
Hver af kantonerne har eget flag, der som regel er identiske med kantonernes våbenskjold.